# 2550 Houssay
A 2550 Houssay (ideiglenes jelöléssel 1976 UP20) a Naprendszer kisbolygóövében található aszteroida. A Félix Aguilar Obszervatóriumban fedezték fel 1976. október 21-én.